# Dawid Sze’alti’el
Dawid Sze’alti’el, David Sealtiel, Shaltiel (hebr. ‏‎ דוד שאלתיאל; ur. 16 stycznia 1903; zm. 1969) – izraelski dowódca wojskowy w stopniu generała majora (alluf), oficer dyplomowany Sił Obronnych Izraela, dyplomata.

## Życiorys

### Młodość
Urodził się w 1903 roku w ortodoksyjnej żydowskiej rodzinie w Hamburgu, w Cesarstwie Niemieckim. Jego ojciec, Benjamin Sealtiel, był kupcem wyrobów skórzanych. W wieku 15. lat przyłączył się do syjonistycznego ruchu młodzieżowego Blau Weiss, w którym uczył się podstaw rolnictwa. W 1923 roku wyemigrował do Brytyjskiego Mandatu Palestyny, gdzie pracował jako robotnik rolny. Nie zdołał jednak zadomowić się w Palestynie i w 1925 roku powrócił do Europy.

### Służba wojskowa

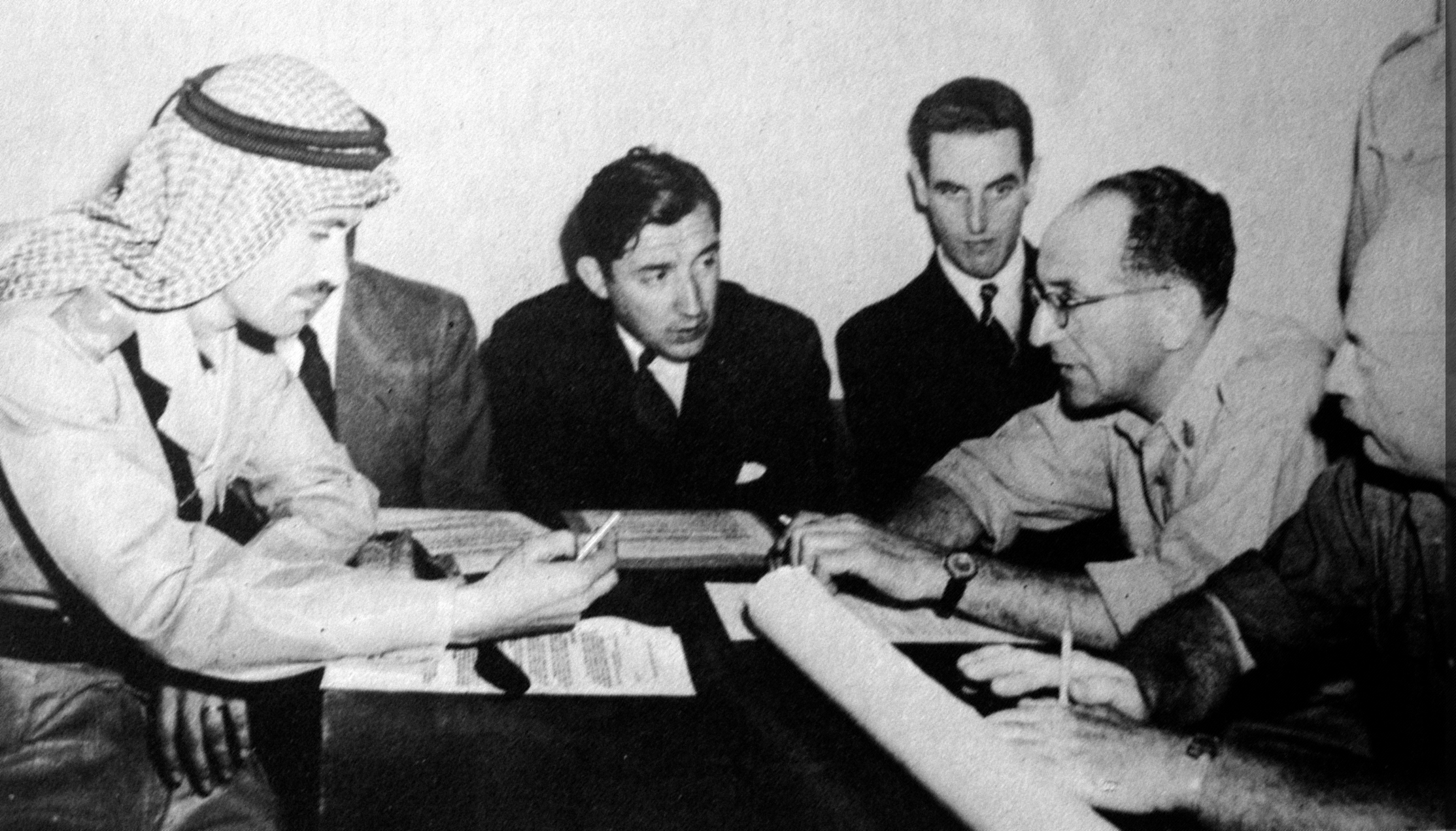
Jedno ze spotkań Dawida Sze’alti’ela z jordańskim pułkownikiem Abd Allahem at-Tallem

W dniu 15 stycznia 1925 roku w Nicei zaciągnął się do Legii Cudzoziemskiej. Po przejściu szkolenia służył w 1 Regimencie Cudzoziemskim w Maroku. W kwietniu 1927 roku został przeniesiony do 2 Cudzoziemskiego Regimentu Piechoty i otrzymał awans na kaprala. 16 czerwca 1928 roku został sierżantem. Gdy kontrakt dobiegł końca, w dniu 15 stycznia 1931 roku Sze’alti’el wystąpił z Legii Cudzoziemskiej. W następnych latach pracował jako przedstawiciel koncernu Royal Dutch Shell w Paryżu i Metz, a następnie wyjechał na Haiti.
W 1934 roku powrócił do Mandatu Palestyny i wstąpił do żydowskiej organizacji paramilitarnej Hagana. Prowadził działalność w Europie, starając się kupować broń dla Hagany. Współpracował w Hamburgu z niemieckim handlarzem broni Benno Spiro, który był tajnym agentem Gestapo. W dniu 6 listopada 1936 roku Sze’alti’el został aresztowany w Akwizgranie i skazany na trzy miesiące więzienia. Po odbyciu tej kary został ponownie skazany, tym razem na trzy lata pobytu w obozie koncentracyjnym. Osiem miesięcy spędził w obozach KL Dachau i KL Buchenwald. Kiedy w 1937 roku przewieziono go do Berlina, Haganie udało się doprowadzić do jego uwolnienia i deportacji do Palestyny. W 1939 roku brytyjska policja aresztowała go pod zarzutem zabójstwa trzech Arabów (w akcji odwetowej za zabójstwo Żyda). Był pierwszym żydowskim bojownikiem skazanym na śmierć przez brytyjskie władze mandatowe, jednak Brytyjska Rada Wojenna później go uniewinniła (z powodu braku przekonujących dowodów). Na początku 1940 roku rozpoczął pracę w służbach żydowskiego wywiadu (Szin Jud) i kontrwywiadu (Ran), współpracując z innymi żydowskimi organizacjami paramilitarnymi Irgun i Lechi. Dzięki pozyskanym w tym okresie kontaktom, udało mu się później zrealizować kilka tajnych misji Hagany. W latach 1942–1943 był dowódcą sił Hagany w Hajfie, a w latach 1945-1948 pracował w Sztabie Generalnym Hagany. Podczas wojny domowej w Mandacie Palestyny w styczniu 1948 roku objął dowództwo nad Brygadą „Ecjoni”. Uczestniczył w masakrze w Dajr Jasin. Podczas I wojny izraelsko-arabskiej dowodził obroną Starego Miasta Jerozolimy (16-28 maja 1948 r.). Przegraną przyjął jako osobistą porażkę. W swojej własnej ocenie, podczas tej bitwy zhańbił swoje nazwisko i został oficjalnie usunięty z historii Izraela. W dniach 11-21 czerwca 1948 roku uczestniczył w serii spotkań z dowódcą jordańskiego Legionu Arabskiego na Starym Mieście Jerozolimy, Abd Allahem at-Tallem. 7 lipca zawarł porozumienie o zachowaniu żydowskiej enklawy na Górze Skopus. Miała być ona zdemilitaryzowana i pozostawać pod nadzorem ONZ. 21 lipca podpisał formalne zawieszenie broni w rejonie Starego Miasta.
Po zakończeniu wojny Sze’alti’el otrzymał awans na generała. Utworzył Korpus Graniczny (Chel ha-Sefar) i został jego pierwszym dowódcą. W późniejszym czasie, ze względów administracyjnych, zalecił on przekształcenie jednostek Korpusu Granicznego w siły izraelskiej policji i policji granicznej. W latach 1950–1952 pracował jako attaché wojskowy Izraela we Francji. W 1952 roku zakończył swoją służbę wojskową i przeszedł do cywila.

### Po odejściu z armii
Po odejściu ze służby wojskowej Sze’alti’el pracował jako izraelski ambasador w Brazylii i Wenezueli (1952-1956), a następnie w Holandii (1963-1966). W 1969 roku zmarł w Jerozolimie.
Był dwukrotnie żonaty – pierwszy raz z Inge, a drugi raz w 1942 roku z Jechudit (Judith) z domu Schonstedt.